# Socha Panny Marie Ochranitelky (Bohuslavice)
Socha Panny Marie Ochranitelky je umístěna na rozcestí silnic II/304 a II/308 v centru obce Bohuslavice v okrese Náchod. Socha je chráněna jako kulturní památka. Národní památkový ústav tuto sochu uvádí v katalogu památek pod rejstříkovým číslem ÚSKP 23211/6-1499. 

## Popis sochy
Hodnotná barokní socha  roku 1746 na rozcestí v centru obce s nepříliš běžným ztvárněním Panny Marie Ochranitelky ve středu, chránící a prosící, s rozevřeným rouchem. Po stranách jsou na římse andílci. Socha byla obnovena roku 1873 a opravena roku 1935. Autor je patrně z okruhu Pacáků.